# Águas Mornas
Águas Mornas är en kommun i Brasilien.   Den ligger i delstaten Santa Catarina, i den södra delen av landet, 1 300 km söder om huvudstaden Brasília. Antalet invånare är 5 546.
I omgivningarna runt Águas Mornas växer i huvudsak städsegrön lövskog. Runt Águas Mornas är det ganska glesbefolkat, med 38 invånare per kvadratkilometer.